# Alfredo da Motta
Alfredo Rodrigues da Motta (Rio de Janeiro, 12 de janeiro de 1921 — , ) foi um jogador de basquetebol brasileiro.
Integrou a equipe que competiu nos Jogos Olímpicos de Verão de 1948, ganhando a medalha de bronze com a seleção brasileira e foi vice-campeão mundial em 1954. Participou ainda das Olimpíadas de 1952, onde o Brasil finalizou na sexta colocação.
Foi jogador do Flamengo e fez parte da primeira equipe brasileira a ganhar um título internacional, o Campeonato Sul-Americano de Clubes Campeões, disputado no Chile em 1953.[carece de fontes?]